# كلام جرايد (فلم)
كلام جرايد هو فيلم مصري عرض في عام 2014.

## قصة الفيلم
تدور أحداث الفيلم في قالب من الدراما الاجتماعية والكوميديا الخفيفة حول ظاهرة اجتماعية خطيرة زاد ظهورها في المجتمع المصري والمجتمعات العربية بصفة عامة في الآونة الأخيرة وهي ظاهرة الشائعات التي تطلقها الصحافة الصفراء على المشاهير والشخصيات العامة، كما يتناول الفيلم في صورة واقعية المشكلات التي قد تسببها تلك الشائعات على الشخصيات العامة وأسرهم وحياتهم الخاصة فيما يتعلق بموضوع تلك الشائعات من خلال قصة مذيعة في إحدى القنوات الفضائية التليفزيونية التي تقدم برنامجاً تليفزيونياً شهيراً بعنوان كلام جرايد والذي يتسبب لها ولغيرها من الشخصيات العامة في العديد من المشاكل الأسرية بسبب الأخبار التي تذيعها في برنامج كلام جرايد نقلاً عن شائعات الصحافة الصفراء.

## طاقم التمثيل
| - فتحي عبد الوهاب:سيف - علا غانم:ملك - إدوارد:مراد - لطفي لبيب:شرنوبي - ميرنا المهندس - محمد سليمان:شريف - سوار:الممثلة نادين | - رجاء الجداوي:والدة سيف - حسن عبد الفتاح:البهجهوني - إيمان السيد:فادية - ياسمين رئيس - مروة الخطيب - أشرف فاروق:زايد - أسامة صلاح | - راضي غانم - رضا رزق - نادية العراقية:الراقصة الشعبية - خالد عبد العزيز - صفوت وهيب:سمير النادل - مارك ادوارد: الطفل يوسف |

## فريق العمل
- إخراج: محمد سعيد
- تأليف: لؤي السيد
- توزيع: شركة الإخوة المتحدين
- مونتاج: منار حسني
- موسيقى تصويرية: محمد نزيه
- مدير التصوير: وائل خلف

## وصلات خارجية
- مقالات تستعمل روابط فنية بلا صلة مع ويكي بيانات
- صفحة الفيلم في قاعدة بيانات الأفلام العربية